# Moneta di conto
Una moneta di conto o valuta di conto è una valuta che è utilizzata nella contabilità, ma che non subisce nessun deperimento materiale o più in generale non ha mai una sua esistenza fisica, essendo utilizzata come semplice misura del valore dei beni (cosiddetta funzione di "numerario").
A volte, nel tempo, da unità di conto (o meglio moneta di conto) teorica assume in seguito anche carattere fisico diventando moneta reale o denaro contante. Oppure, all'opposto, prima esisteva un tempo addirittura come contante vero e proprio, ma poi successivamente a causa del deterioramento della moneta ha assunto la funzione di mero riferimento (standard) teorico.
Contrapposta alla valuta o moneta di conto teorica era la moneta di valuta effettiva, che per lo più recava sul rovescio la dicitura "specie", come ad es. il "tallero-specie" nel XVIII e XIX secolo.
L'unità monetaria della valuta di conto serviva inoltre per confrontare i valori delle monete nominali nazionali e straniere non coniate secondo il titolo monetario prescritto ed era la base del confronto monetario nelle "tabelle di conversione" utilizzate ufficialmente da commercianti e autorità. Oltre a ciò, dagli albori dell'era moderna fino al XIX secolo avanzato, essa svolse un ruolo importante in molti contratti commerciali ultraregionali, perché spesso sul posto si pagava fisicamente con denaro regionale avente un diverso titolo (ossia un diverso peso in metallo prezioso).
Per lungo tempo, ad esempio, il Reichstaler o tallero imperiale fu la moneta di conto universale in Germania, sebbene inizialmente ancora intorno al 1580 esso esistesse come moneta di pieno valore. Solo Federico il Grande riportò in seguito, con il nuovo Reichstaler prussiano coniato a partire dal 1750, la valuta di conto in armonia con la valuta reale attraverso la riforma monetaria graumanniana (ossia quella operata da Johann Philip Graumann, il direttore generale della zecca imperiale).
Il Goldmark tedesco dal 1871 fino al 1914, introdotto mediante le monete d'oro da 10 e 20 marchi, poteva parimenti essere considerato come valuta di conto teorica e pratica, poiché lo Stato s'impegnava a sostituire senza costi anche gli esemplari consumati, che già cadevano leggermente al di sotto del peso tollerabile in metallo nobile, mediante monete di pieno valore in termini di peso. Questo non valse per esempio in Gran Bretagna per la sovrana d'oro coniata (1 lira sterlina), che in seguito, svalutata, fu accettata ancora soltanto in pagamento. Tuttavia la lira sterlina, prima del 1817, fu moneta di conto teorica (misura numerica) quando non era ancora coniata come sovrana d'oro; valeva 20 scellini d'argento teoricamente di peso completo, ossia 240 pence.
L'unità di conto europea (European Currency Unit, ECU), la precorritrice dell'euro, era una pura valuta di conto, poiché non esistevano contanti in ECU - tranne "monete speciali" con valore celebrativo, simili a medaglie. Una valuta di conto simile era il "rublo convertibile", che valeva a fini di compensazione negli scambi di merci tra gli ex paesi del blocco orientale.
Anche in altri paesi vi furono rispettivamente valute e monete di conto. Così furono considerate in Svizzera la corona e la libbra, anche se monete con questo valore nominale non ebbero mai corso. In Russia il rublo fu utilizzato come moneta di conto molto tempo prima che fosse coniato il rublo vero e proprio.
Vi furono anche casi in cui da monete originariamente reali derivarono in seguito monete di conto e poi di nuovo monete reali.
A partire dal 1300 circa, nell'area nord tedesca 12 centesimi valevano come 1 scellino in unità di misura, in seguito lo scellino d'argento del XIV secolo fu di nuovo messo in circolazione come moneta realmente coniata; prima dell'800, tuttavia, esso era già esistito una volta perfino come solidus d'oro con un potere d'acquisto notevolmente superiore!
| Controllo di autorità | Thesaurus BNCF 34841 |